# Vuelo 244 de Aeroflot
El vuelo 244 de Aeroflot, del 15 de octubre de 1970, fue el escenario del primer secuestro aéreo exitoso de la historia soviética.
Ese día, el nacionalista lituano Pranas Brazinskas y su hijo Algirdas secuestraron un avión Antonov An-24 de pasajeros que cubría la ruta nacional entre las ciudades georgianas de Batumi y Sujumi con la sureña región rusa de Krasnodar. Su idea era desviar la aeronave a Turquía para, una vez finalmente llegados allí, pedir asilo político en algún país de Occidente.
Durante un tiroteo con guardias a bordo la azafata Nadezhda Kurchenko, de 19 años, resultó muerta, mientras que varios otros de la tripulación recibieron heridas de diversa consideración.
Los secuestradores guiaron el avión hasta la localidad turca de Trebisonda (Trabzon) y una vez llegados allí se entregaron a las autoridades. Los Brazinska fueron juzgados y encarcelados, pero el gobierno turco se negó a cederlos a las autoridades soviéticas.
El avión, junto con el resto de sus pasajeros, fue prontamente regresado a la Unión Soviética. Luego de pasar algún tiempo en prisión, en 1974 los Brazinska fueron beneficiados con una amnistía y se dirigieron a los Estados Unidos, donde se convirtieron en ciudadanos naturalizados en 1983

## Hecho posterior
Las memorias relativas a este histórico incidente de piratería aérea temprana resurgieron en 2002, cuando Algirdas Brazinskas (también conocido por su nombre anglicizado Albert Víctor White) fue condenado por la corte de la ciudad californiana de Santa Mónica por haber asesinado a su padre de 77 años Pranas Brazinskas (Frank White) durante una pelea familiar.